# Constance Spry
Constance Spry, geboren Fletcher (Derby, 5 december 1886 - Winkfield, 3 januari 1960) was een sociaal bewogen lerares, schrijfster van plantenboeken en een nog steeds veelgebruikt kookboek, die een revolutie teweegbracht in het bloemschikken. Zij wist van bloemschikken een vak te maken en tot bloemschikkunst te verheffen. Van stijve creaties naar stukken met gebruik van allerlei materialen en gewaagde kleurstellingen.
Zij maakte de bloemschikkunst iets van alle klassen. Voorheen waren de dure bloemen en arrangementen vooral voorbehouden aan de hogere en de middenklasse; volgens Spry was voor het maken van mooie bloemstukken geld niet per se noodzakelijk en kon iedereen het leren.  Omgekeerd vond zij dat ook de vrouwen uit de hogere klassen moesten kunnen koken en ook voor de kookkunst heeft zij veel betekend.

## Revolutie
In het oosten was de bloemschikkunst al eeuwenlang zeer verfijnd, zoals in de Japanse bloemschikkunst Ikebana: van oorsprong altaarstukken in boeddhistische tempels.
Maar in het westen was het in die tijd bijvoorbeeld gebruikelijk om potplanten in de kerk te zetten.
Spry introduceerde het maken van stukken op een piëdestal. Ze gebruikte voor het maken van arrangementen minder bekende tuinplanten, wilde planten en onderdelen van planten alsook niet-plantaardige materialen, terwijl men vooral anjers, rozen en aspergepluimen gewend was. Vlakken, vormen en lijnen waren belangrijk in haar werk en ze experimenteerde graag met kleuren.
Ze wenste dat de bloemen herinnerden aan de omgeving waaruit ze voortkwamen en een eenheid vormden met de omgeving waarin zij geplaatst werden en daar bovendien een bepaalde sfeer opriepen.
Op haar aanwijzingen werden speciale vazen en andere ornamenten gemaakt die nu wel worden aangeduid als "een Constance Spry".

## School
Na de scheiding van haar eerste man werd zij directrice en lerares koken en naaien. Zij maakte bloemstukken ter decoratie van de school. Deze waren beduidend anders dan men gewend was en vielen bij de leerlingen zeer in de smaak. Al gauw gaf zij ook les in de bloemsierkunst. Dit was in die tijd een van de weinige beroepen die "geschikt" werden geacht voor jonge vrouwen. Het was een begin van een grote carrière, gestimuleerd door haar tweede echtgenoot: Henry Ernest Spry. Haar doorbraak kwam waarschijnlijk met het maken van een bloemstuk van bosranken in de etalage van een parfumerie in de chique Bondstreet, Londen.
Toen haar naam gevestigd was met haar boeken en haar bloemschikkunst, stopte zij een tijd lang met les geven, maar tijdens de Tweede Wereldoorlog pakte zij de educatie weer op, dit keer om mensen te helpen zelf groenten te kweken. Ze was oprichtster van de beroemde School of Cookery and Home Decoration. Haar bloemstukken inspireerden de Britse schilderes Gluck (Hannah Gluckstein), met wie ze volgens een biograaf een relatie zou hebben gehad.

## Winkel
In 1929 opende zij haar eerste bloemenwinkel, later gevolgd door één in New York.
De veelzijdige Spry beschouwde zichzelf in de eerste plaats als tuinierster. Haar plantenkennis was zeer groot en ze was altijd op zoek naar bijzondere planten voor haar tuinen en bloemenwinkels. Op een dag vond ze een paar afwijkende sneeuwbessen in de buurt. Het bleek een bijzondere cultivar te zijn, met ongewoon dikke bundeltjes witte bessen. Deze cultivar werd later door Sunningdale Nurseries verkocht als Symphoricarpos albus 'Constance Spry'.
In 1952 was zij verantwoordelijk voor de bloemen langs de route vanaf Buckingham Palace  en de bloemstukken in de Westminster Abbey  bij de kroning van Koningin Elizabeth II. 
Kort na haar dood als gevolg van een ongelukkige val op een trap van Winkfield Place waarin haar school gevestigd was, zou er nog een plant naar haar genoemd worden. In haar tuin kweekte zij ook ongeveer vijftig oude rozen. Ze bloeiden maar kort, maar "liever één keer perfectie, dan voortdurende middelmaat", vond zij. De bekende rozenkweker David C.H. Austin eerde zijn geestverwanten door een reeks rozen naar hen te vernoemen. Zijn eerste succesvolle roos draagt de naam "Constance Spry".

## Boeken
Constance Spry heeft een elftal goedverkochte boeken geschreven, waarvan tien over de bloemsierkunst. De absolute bestseller werd echter niet een boek over bloemschikken, maar een over koken, samen met haar vriendin en de kok Rosemary Hume. Het meest beroemde recept was dat van de Coronation Chicken: een kip-kerriesalade die voor het eerst werd gereserveerd bij de kroning van Koningin Elizabeth II en in diverse kranten werd gepubliceerd zodat iedereen het na kon maken.
The Constance Spry Cookery Book kan misschien wel worden beschouwd als het meest uitgebreide kookboek ooit en wordt nog steeds verkocht. De laatste druk telt 1260 pagina's. 